# Ayuntamiento de Tsuen-Wan
El ayuntamiento de Tsuen Wan es un ayuntamiento en Tsuen Wan, Nuevos Territorios, Hong Kong. Originalmente, estaba destinado a ubicarse cerca de la estación Tsuen Wan del MTR, pero se reubicó cerca del antiguo muelle de ferry Tsuen Wan y la magistratura de Tsuen Wan, entre Tai Ho Road y el circuito Yuen Tun a fines de la década de 1970.

## Historia
El complejo fue construido como parte del proyecto Tsuen Wan New Town. Fue inaugurado oficialmente por la princesa Alexandra el 7 de febrero de 1980. Las operaciones diarias eran originalmente responsabilidad del Departamento de Servicios Urbanos.

## Comodidades
Sus facilidades incluyen: auditorio, sala de actividades culturales, galería de exposiciones, sala de conferencias y sala de conferencias.
El auditorio es el núcleo del ayuntamiento. Con un excelente diseño acústico, a menudo es elegido por la Orquesta Filarmónica de Hong Kong para practicar.

## Futuro
El gobierno está considerando consolidar varios edificios gubernamentales de poca altura en Tsuen Wan, incluido el Ayuntamiento de Tsuen Wan, en un solo edificio de gran altura. Los músicos locales han criticado esta noticia, ya que consideran que el lugar es el mejor music hall de Hong Kong desde el punto de vista acústico, y no quieren verlo demolido.